# Файнтрейдинг

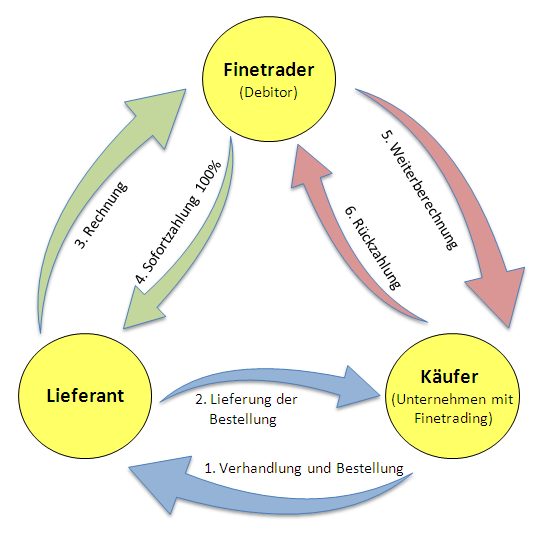
Процес файнтрейдингу

Файнтрейдинг (англ. Finetrading) — спосіб фінансування оборотних активів без участі банків. Файнтрейдингова компанія, або файнтрейдер, виступає як діловий посередник між постачальником і покупцем і фінансує купівлю товарів.
Коли покупцеві потрібна відстрочка платежу, а виробник не здатний задовольнити даний запит клієнта, то після попередніх переговорів, файнтрейдер перекуповує продукцію у постачальника, оплачуючи товар відразу, а покупець отримує відстрочку платежу від Файнтредера. Переваги полягають у тому, що виробник отримує гроші, а покупець, отримуючи відстрочку платежу, отримує можливість реалізувати товар.